# Vincent Labeyrie
Pour les articles homonymes, voir Labeyrie.
Vincent Labeyrie, né le 21 avril 1924 à Versailles et mort le 8 septembre 2008 à Albi,, est un biologiste français, spécialiste de l'étude de l'influence du milieu sur la reproduction, précurseur de l'écologie politique.

## Biographie
Il est le fils d'Émile Labeyrie et est le dernier né d'une fratrie de six enfants (quatre ans après Jacques Labeyrie, lui-même cadet de Catherine, Henri, Claude et Marianne). D’octobre 1942 à avril 1944, il fut élève du lycée Henri-IV, à Paris, en classe préparatoire au concours d’entrée à l’Institut national agronomique. Il s'engage le 12 mai 1943, "lors de la manifestation au Quartier Latin contre la relève", dans la résistance parisienne. Il finit la guerre comme lieutenant des FTP. Il est chevalier de la Légion d'honneur.
Dans la lignée de René Dumont, il est un des premiers à présenter une candidature au nom de l'écologie politique (lors d'une élection législative partielle en 1976 dans la 1re circonscription d'Indre-et-Loire avec comme suppléant, Jacques Vigier, maire de Saint-Pierre-des-Corps). Il animait la commission environnement du Parti communiste français.
Il a notamment fondé :
- l'Institut de recherches sur la biologie de l'insecte (IRBI - Université François Rabelais Tours), en 1965[4] ;
- le Centre d'études supérieures en aménagement (CESA - Université François Rabelais de Tours) en 1969, le premier établissement d'enseignement supérieur destiné à l'enseignement de l'aménagement du territoire ; intégré en 2002 à l'École Polytechnique de l'Université de Tours, en tant que Département Aménagement ;
- l'Institut de biocénotique expérimentale et des agrosystèmes (IBEAS - Université de Pau et des Pays de l'Adour)[4].

## Distinctions
- Chevalier de la Légion d'honneur